# Шалина, Елена Алексеевна
Елена Алексеевна Шалина (в девичестве — Сивкова; 22 сентября 1969, Бийск, Алтайский край) — советская и российская лыжница и биатлонистка, участница Кубка мира по лыжным гонкам и биатлону, чемпионка России по биатлону. Мастер спорта России международного класса по лыжным гонкам и биатлону.

## Биография
Начала заниматься лыжными гонками в 1980 году в ДЮСШ № 1 г. Бийска, первый тренер — В. И. Ларин. Впоследствии тренировалась под руководством Андрея Семёновича Чеглакова, А. Шалина.

### Карьера в лыжных гонках
На юниорском уровне дважды выигрывала первенство СССР.
С сезона 1991/92 года принимала участие в Кубке мира по лыжным гонкам в составе сборной России, дебютировала 4 января 1992 года на этапе в Кавголово, заняла 14-е место в гонке на 15 км классикой. В 1993 году, тоже в Кавголово, показала свой лучший результат на уровне Кубков мира — седьмое место на дистанции 30 км классикой, ещё дважды занимала седьмые места в сезоне 1994/95 на этапе в Саппада на дистанциях 5 и 15 км. Неоднократно была призёром этапов в эстафете. Выступала на уровне Кубка мира до сезона 1995/96. Лучший результат в общем зачёте — 21-е место в сезоне 1994/95.
На внутренней арене становилась чемпионкой и призёром чемпионата и Кубка России по лыжным гонкам, побеждала на соревнованиях «Праздник Севера» в Мурманске.

### Карьера в биатлоне
В 1996 году перешла в биатлон. Дебютировала на Кубке мира в сезоне 1996/97 на этапе в Оберхофе, заняв 25-е место в спринте. В том же сезоне на этапе в Антерсельве показала свой лучший результат, заняв 15-е место в спринте. Всего стартовала в пяти личных гонках и заняла 62-е место в общем зачёте сезона 1996/97.
В течение нескольких следующих сезонов выступала на уровне Кубка Европы, была победительницей и призёром этапов. Принимала участие в чемпионатах Европы 1997—2000 годов, но медалей не завоёвывала. В том числе на чемпионате Европы 1997 года в Виндишгарстене была седьмой в спринте, в 1998 году в Раубичах — 11-й в спринте и девятой в пасьюте, в 1999 году в Ижевске — 13-й в спринте, в 2000 году в Закопане — 18-й в индивидуальной гонке и пятой — в эстафете.
В 2000 году становилась чемпионкой России по биатлону в индивидуальной гонке, побеждала на Кубке России.
После окончания спортивной карьеры работает тренером, спортивным организатором, судьёй в спортивном центре «Динамо» в Барнауле. Судья всероссийской категории (2013).